# Турчин Олександр Генріхович
Олекса́ндр Ге́нри́хович Турчи́н (біл. Аляксандр Генрыха́вич Турчын; нар. 2 липня 1975, Новогрудок, Гродненська область, Білоруська РСР, СРСР) ― білоруський політичний і державний діяч, голова Мінського обласного виконавчого комітету з грудня 2019 по березень 2025 року. Прем'єр-міністр Республіки Білорусь з 10 березня 2025 року.

## Біографія
Народився 2 липня 1975 року в Новогрудку. Мати працювала медичним працівником, батько ― працював учителем фізики в школі. Пізніше багато років Генріх Станіславович був завідувачем організаційного відділу в Новогрудському міськкомі партії, а потім керуючий справами в райвиконкомі.
У 1992 році Олександр Турчин вступив до Могильовського машинобудівного інституту, але кинув навчання через три роки. Потім протягом двох років, з 1995 по 1997 рік, він перебував на обліку як безробітний у Новогрудському центрі зайнятості населення Гродненської області. В армії не служив.
Протягом 7 місяців Олександр Турчин значився сторожем Новогрудського райвиконкому, де працював його батько. У 1997 році батько через знайомих влаштував його на роботу завідувачем продуктового магазину в колгосп «Авангард» Новогрудського району. Потім працював державним податковим інспектором інспекції державного податкового комітету в Новогрудському районі, головним контролером-ревізором контрольно-ревізійного управління Міністерства фінансів Республіки Білорусь у Новогрудському районі Гродненської області.
У 2002 році закінчив Білоруський державний економічний університет, у 2009 році — Академію управління при Президентові Республіки Білорусь.
У 2004—2010 роках працював спочатку начальником фінансового відділу, а потім заступником голови Корелицького райвиконкому Гродненської області. У 2010 році був призначений головою комітету з економіки Мінського обласного виконавчого комітету.
16 листопада 2012 року призначений заступником голови Мінського облвиконкому. 25 червня 2015 року призначений помічником президента Республіки Білорусь — головним інспектором по Гомельській області. 16 вересня 2016 року призначений керівником Апарату Ради міністрів Республіки Білорусь.
10 жовтня 2017 року призначений головою Ради з розвитку підприємництва, консультативного органу при президентові Республіки Білорусь. З 1 лютого 2018 року — уповноважений президента Республіки Білорусь по Гомельській області.
18 серпня 2018 року призначений на посаду Першого заступника прем'єр-міністра Республіки Білорусь. 21 листопада 2018 року указом призначений виконувачем обов'язків керівника Апарату Ради Міністрів Республіки Білорусь.
29 листопада 2019 року на нараді Олександром Лукашенком було прийнято рішення, що перший віцепрем'єр Білорусі Олександр Турчин буде призначений губернатором Мінської області та змінить на цій посаді Анатолія Ісаченка. Самого Турчина на його посаді змінить міністр економіки Дмитро Крутий. Олександр Лукашенко пояснив, що керівництво Мінської області змінюється не через кадрові проблеми: нинішній губернатор Анатолій Ісаченко залишає посаду за станом здоров'я. Президент зазначив, що він непогано працював на посаді губернатора, тому, коли змінить посаду, продовжить курувати цей регіон. Указом Президента Республіки Білорусь від 3 грудня 2019 року призначений на посаду голови Мінського обласного виконавчого комітету.
4 грудня 2019 року відбулася позачергова 22-га сесія обласної Ради депутатів, яка затвердила Олександра Турчина головою Мінського облвиконкому.
17 грудня 2020 року його включив до свого санкційного списку Європейський Союз, 18 лютого 2021 року — Велика Британія, 22 березня — Швейцарія. 26 січня 2021 року до грудневого пакету санкцій ЄС приєдналися Албанія, Ісландія, Ліхтенштейн, Норвегія, Північна Македонія, Чорногорія.
10 березня 2025 року указом Олександра Лукашенка призначений прем'єр-міністром країни.